# Vaginoscòpia
La vaginoscòpia és la inspecció de la vagina, que s'utilitza amb més freqüència per avaluar nenes prepúbers sense danyar l'himen o qualsevol altra part de la vagina o la vulva. Per realitzar una vaginoscòpia es pot utilitzar un histeroscopi, cistoscopi, o bé un altre endoscopi d'irrigació; un vaginoscopi és un instrument diferent d'un espècul. La vaginoscòpia es porta a terme a les lesions de biòpsia, per investigar un potencial abús sexual, extreure cossos estranys, dur a terme exàmens rectovaginals, i drenar els quists. El rec salí per dilatar la vagina s'utilitza sovint per maximitzar la visualització.